# Céu Azul
Céu Azul este un oraș în Paraná (PR), Brazilia.